# 慕容恆
慕容恒（?—?），是十六国西燕将领。慕容韜的哥哥。
慕容恒在西燕担任仆射。386年，慕容恒、尚书慕容永袭杀篡位慕容冲的段随。立宜都王慕容桓的儿子慕容顗为燕王，改年号为建明，率领鲜卑四十多万人离长安东去。慕容恒的弟弟护军将军慕容韬诱骗慕容顗，在临晋杀掉了他，慕容恒很愤怒，丢下慕容韬离开了。慕容永与武卫将军刁云率领兵众攻打慕容韬，慕容韬失败，逃奔到慕容恒的军营。慕容恒立慕容冲的儿子慕容瑶为帝，改年号为建平，给慕容冲定谥号为威皇帝。兵众全都离开慕容瑶投奔慕容永，慕容永杀掉慕容瑶，立慕容泓的儿子慕容忠为帝，改年号为建武。